# 维阿朗
维阿朗（法語：Vuarrens）是瑞士联邦西部法语区的沃州下设的一个镇。在行政上属于沃州格罗区管辖。维阿朗的总面积为8.96平方公里。截至2010年底，总人口为773。